# Грб општине Трстеник
Трстеник користи стилизован псеудохералдички амблем у плавој и белој боји који користи елементе социјалистичких амблема. Средишња оса штита је плодна стабљика пшенице која израста из две таласасте греде које представљају реку Западну Мораву. Поврх стабљике је лента са именом града из које се уздижу стабљика винове лозе са листом и гроздом, са десне, и зупчаник, са леве стране.